# La pirámide roja
La pirámide roja (título original en inglés: The Red Pyramid) es una novela de fantasía y aventuras basada en la mitología egipcia escrita por Rick Riordan en 2010. Es la primera novela de la serie Las crónicas de Kane, que narra las aventuras de dos chicos de hoy en día: Carter Kane de catorce años de edad, y su hermana Sadie Kane de doce años. Estos personajes a medida que transcurre la historia, descubren que son descendientes de los antiguos faraones egipcios Narmer por parte de padre y Ramsés el Grande por parte de madre. Su padre, Julius Kane, tras intentar convocar a Osiris a través de la piedra de Rosetta, libera a los otros 4 hijos de los "Días Demoníacos": Horus, Set, Isis y Neftis. Sin embargo, en el acto, Julius es encerrado en un ataúd bajo tierra por Set. Luego, Carter se entera de que al ser liberados estos 5 dioses, Horus se mete en su cuerpo, al igual, que la diosa Isis en Sadie. Pronto, ellos se apresuran a Phoenix, Arizona, donde intentan matar a Set, salvar a su padre, y destruir su pirámide roja. Evitando al mismo tiempo una orden de magos egipcios que temen los poderes de los dioses que están dentro de estos dos niños. Allí descubren que el malvado no es Set, sino una fuerza del caos más grande que ha acechado durante muchos años la salida del sol: Apofis.

## Argumento
El libro está escrito como una grabación hecha por los hermanos kane, Carter y Sadie. La historia comienza con Carter y su padre Julius Kane visitando a su hermana Sadie, que ha estado viviendo con sus abuelos maternos desde la muerte de su madre, Ruby Kane. Julius, que es un mago en secreto, pero que se hace pasar por un simple egiptólogo, lleva a los hermanos al Museo Británico, donde intenta convocar a Osiris (el dios Egipcio del Inframundo) usando la Piedra de Rosetta. Por desgracia, también logra convocar a los otros hijos de los "Días Demoníacos" Horus, Isis, Neftis y Set; alertando a los magos Zia Rashid y Michel Desjardins de sus acciones, las cuales son ilegales dentro de la comunidad mágica. Set, el dios Egipcio del Caos, encierra a Julius en un sarcófago y lo hunde bajo tierra. 
Carter y Sadie son llevados a Brooklyn por su tío, Amos, que decide encontrar a Set. En la biblioteca de la Mansión de Brooklyn, descubren que su familia es descendiente de los faraones (Su padre Julius descendía de Narmer, mientras que su madre Ruby descendía de Ramsés el Grande). Mientras Amos está ausente, la mansión es atacada por secuaces de Set. Con la ayuda de Tarta, la gata de Sadie, que es anfitriona de la diosa Bast, y Zia Rashid, escapan a El Cairo. Una vez allí, Carter y Sadie descubren que son anfitriones de los dioses Horus e Isis, respectivamente. Ellos entrenan en magia hasta que el líder de los magos Iskandar muere y Michel Desjardins ordena sus muertes por colaborar ilegalmente con dioses. Los hermanos escapan y formulan un plan para derrotar a Set - esperando tanto rescatar a su padre como limpiar sus nombres dentro de la comunidad mágica.
Fueron a Nuevo México, recolectando ingredientes para un hechizo. Después de que Bast se sacrifica defendiéndolos del dios Sobek, Carter y Sadie encuentran primero a Amos y luego a Zia. Los cuatro se dirigen al escondite de Set, donde aprenden la última pieza del hechizo que necesitan de una Zia moribunda, el desconocido anfitrión de Neftis. Carter, Sadie, Horus e Isis usan el hechizo para poner a Set de rodillas, aunque no lo destruyen completamente porque se dan cuenta de que sus acciones fueron dictadas por un enemigo mucho peor: Apofis, un dios del caos mucho más poderoso. Desjardins a regañadientes permite que Carter y Sadie queden en libertad después de que se separen de Horus e Isis.
Después de un adiós entre lágrimas con Zia, que resulta ser una copia mágica de la verdadera maga joven, Carter y Sadie regresan a la Mansión de Brooklyn. Ellos visitan a su padre, ahora en el inframundo con su madre muerta, y se entristecen al estar separados de él. Como regalo, Osiris (albergado por el fallecido Julius) les da su amuleto djed para ayudarles a reclutar a otros descendientes de la sangre de los faraones para estudiar (ilegalmente) el camino de los dioses. Carter decide buscar a la verdadera Zia Rashid, mientras que Amos Kane comienza la terapia después de ser poseído por la fuerza por Set. Al final del libro, los dioses recompensan a Carter y Sadie reviviendo a Bast y arreglando la mansión destrozada.

## Personajes
- Carter Kane: Es un chico de quince años y es poseído por Horus. Desde los 8 años, cuando su madre murió, él viajó con su padre (Julius Kane). Él es el hermano mayor de Sadie. Cuando está con su hermana (Sadie Kane) su poder mágico crece en fuerza.

- Sadie Kane: Ella tiene doce años y es poseída por Isis. A ella le encanta la goma de mascar y ha vivido con sus abuelos desde los seis años. La mayoría de Sadie sospecha de ser un adivino. Cuando está con su hermano (Carter Kane) su magia crece en fuerza.

- Julius Kane: Un mago egipcio que es poseído Osiris. Él es padre de Carter y Sadie Kane. Su esposa, Ruby Kane, murió al tratar de sellar el portal en la Aguja de Cleopatra para no liberar a Apofis

- Amos Kane: Un mago egipcio y de la Casa De La Vida, líder del Nomo Vigésimo primero, tío de Sadie y Carter. Él es el hermano de Julius Kane, y un antiguo protector de los niños Kane. Los niños descubren que él ha sido poseído por Set.

- Zia Rashid: Una maga egipcia, poseída por Neftis. Escribana de la Casa de la Vida.

- Bast: La diosa egipcia de los gatos y la guerra. Ella se convierte en protectora de los niños Kane por una promesa para defenderlos y ayudarlos.

- Set: El dios egipcio del mal, que es el antagonista principal del libro. Su argumento final es, por su cumpleaños, de acarrear su destrucción mediante la construcción de la Pirámide Roja, por lo que el libro lleva el nombre y también es el que hipnotiza a Amos.